# Angelo De Martini
Angelo De Martini (Villafranca di Verona, 24 de gener de 1897 - Verona, 17 d'agost de 1979) va ser un ciclista italià que fou professional entre 1928 i 1932. Durant la seva carrera es dedicà principalment al ciclisme en pista.
El seu èxit més important l'aconseguí als Jocs Olímpics de París de 1924, on guanyà la medalla d'or en la prova de persecució per equips, fent equip amb Alfredo Dinale, Francesco Zucchetti i Aleardo Menegazzi. Als 50 quilòmetres quedà el quart.

## Palmarès
- 1924
  -  Medalla d'or als Jocs Olímpics de París en persecució per equips